# 嘉兴站 (甘肃省)
嘉興車站为嘉策铁路的终点站，位于甘肃省嘉峪关市酒钢厂区内部14号路，由酒泉钢铁公司拥有并管理。该车站设置有多股股道，并设置有自动化机械设备从火车上卸载煤。

## 历史
- 2004年4月12日：开始建设
- 2006年8月20日：启用